# Contigas Deutsche Energie
Die Contigas Deutsche Energie-AG (bis 1979: Deutsche Continental-Gas-Gesellschaft) ist ein 1855 in Dessau gegründetes Unternehmen der Energiewirtschaft. Das Unternehmen nimmt heute Holdingaufgaben innerhalb des Thüga-Konzerns wahr.

## Gründung

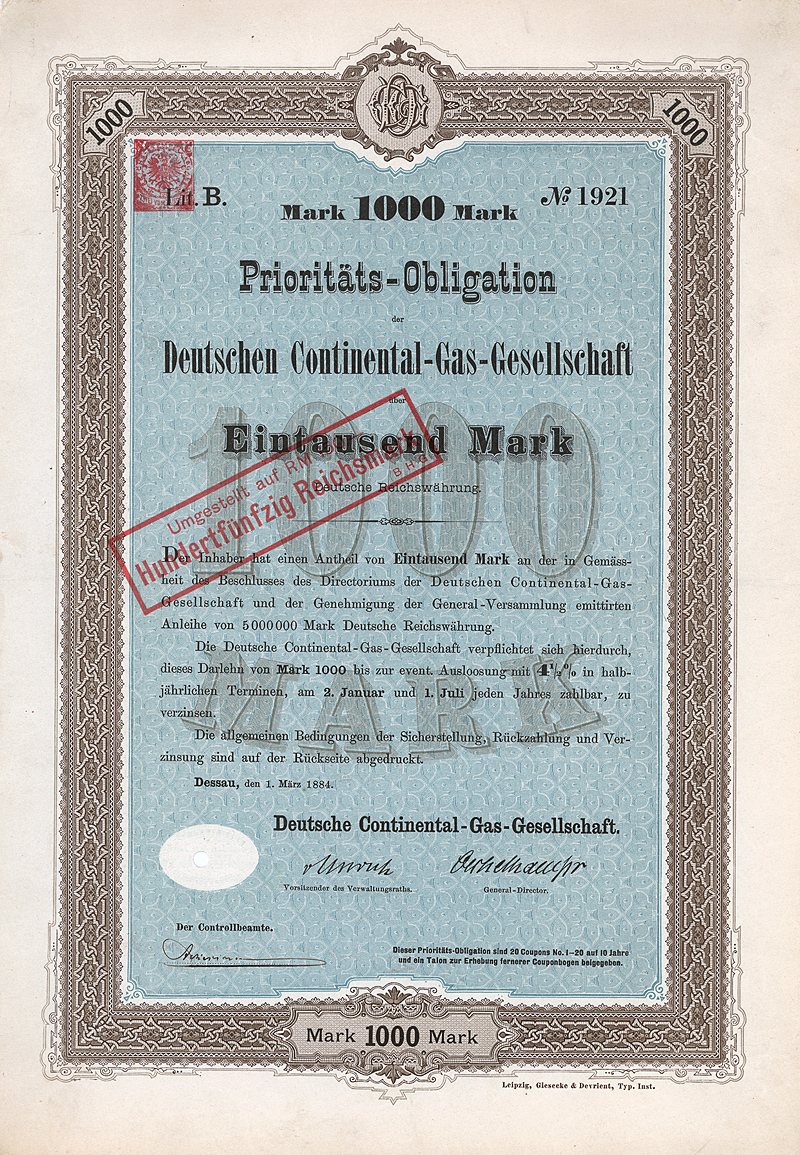
Prioritäts-Obligation über 1000 Mark der Deutschen Continental-Gas-Gesellschaft vom 1. März 1884

Das Unternehmen wurde am 12. März 1855 in Dessau durch Herzog Leopold IV. Friedrich von Anhalt-Dessau konzessioniert. Die konstituierende Generalversammlung der mit 500.000 Talern kapitalisierten Gesellschaft fand am 7. Mai 1855 ebenfalls in Dessau statt. Zu den Gründern gehörten der Unternehmer Hans Victor von Unruh und der Dessauer Bankier Louis Nulandt, die beide zu Vorsitzenden des Unternehmens gewählt wurden. Dessau war als Gründungsort gewählt worden, da der während der Deutschen Revolution 1848/49 politisch tätig gewesene von Unruh in Preußen mit Schwierigkeiten rechnen musste, die im von Preußen unabhängigen Anhalt-Dessau nicht auftreten konnten.
Das Unternehmen errichtete zunächst in Dessau ein Gaswerk und versorgte ab 1856 die Stadt mit Stadtgas zur Straßenbeleuchtung. Es folgten Gaswerke in mehreren dutzend Städten des In- und Auslands, so zum Beispiel in Hirschberg im Riesengebirge, Mönchengladbach, Magdeburg, Frankfurt (Oder), Mülheim an der Ruhr, Potsdam, Warschau, Lemberg.
Unruh, der zugleich Abgeordneter im Preußischen Abgeordnetenhaus war, und aufgrund dieser Tätigkeit und zur Anbahnung von Kontakten für neue Gaswerkstandorte häufig von Dessau abwesend war, gab den Vorsitz bereits 1857 wieder ab, da er glaubte, seinen Partner Nulandt nicht hinreichend kontrollieren zu können und da er zum Direktor einer Eisenbahngesellschaft in Österreich berufen werden sollte. Unruh holte daher den Ingenieur Wilhelm Oechelhäuser, der zu der Zeit Bürgermeister von Mülheim an der Ruhr war und ihm aus seiner parlamentarischen Tätigkeit bekannt war, als seinen Nachfolger ins Unternehmen.

## Beteiligungen
Nachdem Nulandt 1859 wegen des Verdachts auf Untreue aus dem Unternehmen gedrängt worden war, wurde Wilhelm Oechelhäuser alleiniger Generaldirektor. Unter seiner Leitung setzte Contigas sein Wachstum fort und ging dazu über, sowohl die Geräte für den Absatz von Gas, wie zum Beispiel Gaszähler als auch gasverbrauchende Geräte wie Lampen, Herde und Motoren selbst oder in neu gegründeten Tochterunternehmen herzustellen. So wurde 1871 die Centralwerkstatt Dessau gegründet, sowohl zur Umstellung bestehender Gasuhren nach der Vereinheitlichung von Maßen und Gewichten in Deutschland als auch zur Neuproduktion dieser Geräte. Die Centralwerkstatt fusionierte 1921 mit dem Unternehmen Carl Bamberg Werkstätten für Präzisionsmechanik in Friedenau bei Berlin zu den Askania Werken. Weitere Neugründungen waren 1872 in Dessau die Berlin-Anhaltische Maschinenfabrik AG (BAMAG) zur Herstellung der in den Gaswerken eingesetzten Vertikalöfen und ebenfalls in Dessau die Deutsche Gasbahngesellschaft zur Herstellung von gasbetriebenen Straßenbahnen (beispielsweise für die Hirschberger Talbahn).
Contigas wurde damit zu einem wesentlichen Motor für den Wandel der Stadt Dessau von einer Residenz- zu einer Industriestadt, ging aber auch eine Vielzahl von Beteiligungen an Kohlenbergwerken oder ähnlichem, teils aber auch branchenfremden Unternehmen ein, wie zum Beispiel an den Rundfunkwerken Stassfurt. Als eines der führenden Unternehmen in Dessau mit überregionaler Bedeutung präsentierte sich die Contigas 1893 auf der Weltausstellung in Chicago.

## Stromerzeugung
Die aufkommende Konkurrenz für Stadtgas durch die Elektrizität veranlasste Oechelhäuser, ab 1886 auch ins Stromgeschäft einzusteigen. Dessau erhielt in dem Jahr das zweite Elektrizitätswerk in Deutschland nach Berlin. Die hierzu benötigten Generatoren wurden im Unternehmen selbst unter der Regie von Wilhelm von Oechelhäuser jun. entwickelt. Zur weiteren Entwicklung holte dieser 1888 Hugo Junkers ins Werk; beiden gelang ab 1892 der Einsatz leistungsfähiger Gegenkolbenmotoren.
Wilhelm von Oechelhäuser jun. folgte 1889 seinem Vater als Generaldirektor des Unternehmens. In den Folgejahren baute Contigas ihre Stellung im Strommarkt aus und erreichte unter Oechelhäusers Nachfolger Bruno Heck 1917 mit der Gründung der Elektrizitätswerk Sachsen-Anhalt in Halle (Saale) eine marktbeherrschende Stellung in Mitteldeutschland.

## Weitere Entwicklung
Contigas war in der ersten Hälfte des 20. Jahrhunderts eines der größten Unternehmen in Deutschland mit führender Marktstellung auf dem Gas- und Strommarkt und einem dichten Netz an Beteiligungen. Während des Zweiten Weltkriegs beschäftigte das Unternehmen rund 60.000 Menschen, darunter auch ausländische Zwangsarbeiter.
Als nach Kriegsende der in der sowjetischen Besatzungszone (und weiter östlich gelegene) Besitz sowie die Zentrale in Dessau enteignet wurden, verlegte das Unternehmen 1947 seinen Sitz nach Hagen, um seine in den Westzonen gelegenen Werke und Beteiligungen weiter zu bewirtschaften. Die angebliche Verschiebung von Vermögenswerten war Anlass zum ersten stalinistischen Schauprozess der DDR, der 1950 unter Hilde Benjamin in Dessau verhandelt wurde, mit hohen Haftstrafen für führende Contigas-Manager endete und als „Affäre Conti“ in die Geschichte einging.
Ende des 20. Jahrhunderts war Bayernwerk Mehrheitsaktionär von Contigas. Damit kontrollierte letztlich der bayerische Staat das Unternehmen. Im Jahr 1994 verkaufte Bayern seine Mehrheitsbeteiligung an den bereits zuvor zweitgrößten Aktionär, den Mischkonzern Viag.

### Geschichte seit dem Jahr 2000
Ende 2000 stimmten die Aufsichtsräte von Thüga und Contigas Deutsche Energie-AG einem Konzept der Vorstände zu, das die Unternehmen zusammenführte. Beide Unternehmen befanden sich zu diesem Zeitpunkt im Mehrheitseigentum des Energiekonzerns E.ON. Hintergrund war die im Sommer vollzogene Fusion von VEBA und Viag zur E.ON AG. Thüga gehörte dem Veba-Konzern an, Contigas dem Viag-Konzern. 2001 gliederte Contigas gegen eine Kapitalbeteiligung von 18,9 % wesentliche Teile des Geschäftsbetriebs in die Thüga AG aus und wurde Gesellschafter von Thüga. Am 1. Dezember 2009 wurde der Erwerb der bisher von E.ON gehaltenen Anteile an der Thüga, und damit auch am Tochterunternehmen Contigas, durch 50 kommunale Unternehmen, organisiert in den Konsortien Integra und Kom9, vollzogen. Heute ist Contigas nicht mehr operativ tätig, sondern nur noch eine rechtliche Struktur innerhalb von Thüga mit einer Bilanzsumme von weniger als einer Million Euro.